# زوهتو ارسلان
زوهتو ارسلان (زاده ۱ ژانویه ۱۹۶۴) یک قاضی ترکی و همچنین رئیس دادگاه قانون اساسی ترکیه است.